# Hugo Landelius
Hugo Frans Johan Oscar Landelius, född 22 mars 1886 i Stockholm, död där 21 juli 1967, var en svensk ämbetsman.
Hugo Landelius var son till grosshandlaren Hugo Wilhelm Johan Petterson. Han avlade mogenhetsexamen i Stockholm 1904 och blev juris kandidat vid Uppsala universitet 1910. Efter tingstjänstgöring 1910–1912 var han amanuens vid Civildepartementet och i Väg- och vattenbyggnadsstyrelsen 1912–1916 samt biträdande sekreterare och ombudsman i Vattenfallsstyrelsen 1916–1917. han blev förste kanslisekreterare i Civildepartementet 1918 och i Kommunikationsdepartementet 1920, extra byråchef i Kommunikationsdepartementet och föredragande i Regeringsrätten 1920, kansliråd i Kunglig Majestäts kansli 1926 och expeditionschef i Socialdepartementet 1929. Han blev tillförordnad chef för Försäkringsrådet 1934, utnämndes till rådets ordförande och chef 1936 och erhöll generaldirektörs namn 1940. Landelius var sekreterare hos sakkunniga inom Kommunikationsdepartementet för utredning angående de under departementet lydande affärsdrivande verkens förnyelsefonder 1924–1925, sekreterare hos sakkunniga inom Kommunikationsdepartementet för utredning angående de under departementet lydande affärsdrivande verkens förnyelsefonder 1924–1925, sekreterare hos sakkunniga för utredning av frågan om järnvägarnas godssamtrafik 1928 och ordförande hos läkarintygssakkunniga 1939–1940 samt blev ordförande i specialitetsnämnden (angående handel med farmaceutiska specialiteter) 1934, i apotekens löne- och skiljenämnd 1935 och allmänna lönenämnden för tjänsteplikt 1943.